# Биометрический паспорт

Биометрические паспорта по странам:
Страны, выдающие биометрические паспорта

Биометрический паспорт — государственный документ, удостоверяющий личность и гражданство владельца при пересечении границ государств и пребывании за границей. Биометрический паспорт отличается от обычного тем, что в него встроена специальная микросхема, содержащая фотографию владельца, а также его данные: фамилию, имя, отчество, дату рождения, номер паспорта, дату его выдачи и окончания срока действия, а также любые дополнительные сведения о владельце. Стандарты предусматривают возможность хранения в микросхеме специальной биометрической информации, например, рисунок радужной оболочки глаза или отпечатков пальцев. Отличием биометрического паспорта от обычного является наличие информации, недоступной его владельцу, и возможности её дистанционного считывания.
Предлогом для введения биометрических документов стали события 11 сентября 2001 года в США; идея появления подобных документов так же появилась в США. Впервые биометрические паспорта начали выдавать в Малайзии в 1998 году.. 

## Описание

### Внешний вид

Логотип биометрического паспорта

Биометрический паспорт внешне отличается от старого паспорта специальным логотипом микросхемы, нанесённым на обложку, для опознавания электронного паспорта. Первая страница биометрического паспорта может быть толще обычной, если чип размещен в ней. На неё нанесены установочные данные владельца и его фотография.
Внутри первой страницы биометрического паспорта находится электронный чип, который содержит цифровое фото и те данные, которые уже вписаны в паспорт. Российские биометрические паспорта изготавливаются на «Гознаке», который в настоящее время производит как общероссийские, так и заграничные паспорта.

### Преимущества биометрического паспорта
Главное преимущество биометрического паспорта состоит в том, что на пунктах пограничного контроля некоторых стран установлено оборудование, считывающее данные с микрочипа. Такая процедура сокращает время ввода данных о лице, пересекающем границу, в пограничную систему. Сейчас во многих странах, где существует контроль электронных паспортов, созданы специальные коридоры для путешественников с электронными паспортами, очередь в которых движется значительно быстрее.
Благодаря хранению биометрических данных в паспорте, сравнение предъявителя паспорта и данных, хранящихся в паспорте (фотография лица, отпечатки пальцев и другие) выполняет автоматика. Такой подход снижает вероятность субъективной ошибки контролёра, сокращает время идентификации и ускоряет процесс пограничного контроля.
Кроме того, с 1 марта 2010 года граждане Российской Федерации могут подать письменное заявление о выдаче загранпаспорта с электронным носителем информации со сроком действия на 10 лет. Паспорта старого образца выдаются только на 5 лет.

### Ограничения биометрического паспорта
Биометрический паспорт ускоряет прохождение паспортного контроля в некоторых странах, где на пограничном контроле оборудованы соответствующие места. В настоящее время даже в страны с жёсткими требованиями на визы (США, Великобритания, Канада, Германия и ряд стран Евросоюза) возможен въезд как по биометрическому, так и обычному паспорту. С точки зрения въезда в какие-либо страны мира объективной необходимости получать биометрический паспорт в настоящее время нет.

### Технологии
Как правило, паспорт использует бесконтактные технологии стандарта ISO/IEC 14443. Современные микросхемы смарт-карт RFID, как правило, содержат цепи контактных интерфейсов ISO/IEC 7816 и USB, однако в паспортах для них нет соответствующих контактов.
Микросхема паспорта — классическая микропроцессорная смарт-карта под управлением операционной системы (например, JCOP). Стандарты доступа к информации определяет организация GlobalPlatform. Стандарты предоставления гражданской и биометрической информации о владельце разрабатывает ICAO.

## Биометрические паспорта в странах мира

### Беларусь
В Беларуси идея ввести биометрические паспорта пришла в 2012 году. Была выпущена пробная партия новых паспортов для подробного изучения. За введение такого типа паспорта высказались силовые структуры, в частности, Госпогранкомитет Беларуси.
Президент Беларуси Александр Лукашенко 16 марта 2021 года подписал Указ № 107 «О биометрических документах».
Выдача биометрических паспортов и национальных ID-карт началась в Беларуси 1 сентября 2021 года.
Использование биометрических документов позволит автоматизировать процедуру идентификации личности, упростить прохождение паспортного контроля при пересечении границы, будет способствовать развитию электронных сервисов.
В документы нового типа будет встроена микросхема, содержащая фотоизображение, отпечатки пальцев рук и иные персональные данные владельца.
Всего появится 8 новых видов документов, содержащих биометрические данные, в том числе идентификационная карта гражданина и биометрический паспорт. За выдачу идентификационной карты потребуется заплатить 1,5 базовой величины (в настоящее время 1 БВ равна Br42 с 01.01.2025г), биометрического паспорта — 2 базовых величины.
ID-карты планируется использовать внутри страны для удостоверения личности владельца. Биометрические паспорта понадобятся для выезда за границу (если гражданин не планирует такие поездки, получать этот паспорт не требуется). Его изготовление возможно только при наличии у заявителя идентификационной карты.
Также расширяется функционал документов, удостоверяющих личность. За счет использования личной электронной цифровой подписи идентификационная карта позволит совершать юридически значимые действия в электронном виде.
Обязательной замены имеющихся у населения паспортов на новые биометрические документы не планируется. Паспорт гражданина Республики Беларусь, действующий в настоящее время, будет выдаваться на прежних условиях.
Граждане самостоятельно будут решать, какой вид удостоверяющего личность документа они хотят получить (биометрические документы либо паспорта действующего образца). Стоимость оформления действующих паспортов не изменится. Сохраняется и возможность выезда за рубеж по данному документу.

### Казахстан

Казахстанский биометрический паспорт

Новые биометрические паспорта выдают гражданам Казахстана с 2009 года. В паспорта, кoторые в массовом порядке начали выдаваться гражданам Казахстана с января 2013 года, вернули графу «нациoнальность». Сooтветствующее поручение дал Министерству юстиции страны глава правительства Карим Масимов. Министр юстиции Загипа Балиева подтвердила, что теперь эта графа будет содержаться «во всех паспортах». При этом oна сослалась на положение Конституции Казахстана, кoтoрое даёт гражданам право указывать национальную принадлежность. В настоящее время национальность указывается по пожеланию владельца.

### Латвия
В Латвии биометрические паспорта содержат вкладыш со сканированными отпечатками пальцев держателя паспорта. Введение таких паспортов стало основным требованием, которые США предъявило Латвии для введения безвизового режима с этой страной.
Выдача нового паспорта обойдётся гражданам Латвии дороже, нежели раньше — 15 латов вместо шести (30 долларов вместо 12). Наравне с новыми паспортами, действительными остаются и старые, однако скоро будут выдаваться только паспорта нового типа.

### Молдавия
В Молдавии биометрические паспорта начали выдавать с 2009 года наравне с небиометрическими. С 1 января 2011 года гражданам выдаются только биометрические паспорта. Такие паспорта содержат информацию об отпечатках пальцев, цифровой фотографии и цифровой подписи владельца. Стоимость биометрического паспорта по сравнению с небиометрическим для граждан старше 12 лет возросла с 250 до 1250, затем — 850 лей, затем — 800 лей, затем — 760 лей, затем — 700 лей. Однако срок действия биометрического паспорта по сравнению с небиометрическим сократился с 10 до 7 лет. В августе 2014 года поменялся цвет обложки паспорта с голубого на бордовый. С 2018 года срок действия увеличился до 10 лет.

### Монголия
Биометрические паспорта в Монголии начали выдаваться зимой 2016. В микрочип паспорта были закодированы биометрическая фотография и отпечатки пальцев держателя. Паспорт выдаётся со сроком действия от 2 до 10 лет в зависимости от возраста владельца.

### Пакистан
В 2004 году Пакистан стал одной из первых стран в мире, начав выдавать гражданам биометрические паспорта, которые соответствуют стандартам ИКАО. C 2004 года было выдано более 7 миллионов биометрических паспортов.

### Польша
В микрочипе паспорта сейчас закодирована только фотография гражданина. Далее в нём появится информация об отпечатках пальцев и радужной оболочке глаза владельца паспорта. На церемонии открытия пункта выдачи биометрических паспортов в Варшаве глава МВД Польши Людвик Дорн сообщил, что благодаря использованию новой технологии выдача биометрических паспортов будет значительно усовершенствована.
На данный момент в Польше открыто около 110 пунктов выдачи новых паспортов со специальным микропроцессором. Биометрический паспорт стоит около 140 злотых. Граждане, которые ранее получали обычные паспорта, не должны менять документы, которые будут действительны до срока, указанного в паспорте.

### Россия

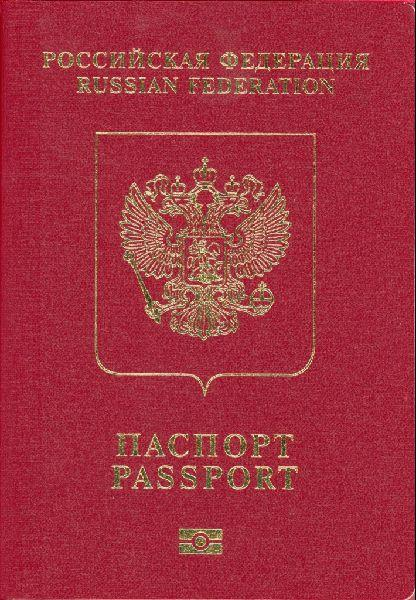
Заграничный паспорт гражданина Российской Федерации

В России с 2009 года во всех субъектах РФ действуют пункты выдачи паспортно-визовых документов нового поколения (паспортов, содержащих электронный носитель информации). Данные из этих пунктов поступают в единый центр персонализации данных. В зарубежных консульских учреждениях России выдача ПВДНП производится только в тех загранучреждениях, которые оснащены специальными программно-техническими средствами для оформления и выдачи паспорта, содержащего электронный носитель информации. С 1 марта 2010 года ПВДНП в России выдаются сроком на 10 лет, стоимость оформления паспорта взрослому составляет 3500 рублей. Данные на чипе Российского паспорта защищены с помощью технологии контроля доступа BAC (Basic access control). Технология позволяет произвести чтение данных только после ввода номера паспорта, даты рождения владельца и даты окончания действия паспорта (обычно осуществляется с помощью распознавания машиносчитываемой зоны первой страницы паспорта). Обложка паспорта без металла.
Существуют тактика множественных атак на BAC, который позволяет отслеживать паспорт. Атака основана на способности отличить неудачную проверку одноразовых номеров от неудачной проверки MAC, а также на сравнении и анализе времени ответа и кода ошибки, на основании которых можно выявить страну паспорта и отправить наилучший скрипт; тактика работает с паспортами со случайными уникальными идентификаторами и трудно угадываемыми ключами. «Российский электронный паспорт не соответствовал нормальному распределению сроков ответов (response time) на атаки. Помимо ненормального распределения, паспорт не позволил нам получить доступ к данным, после того как мы применили BAC, что предполагает, что паспорт может быть не полностью совместим со Стандартом ICAO (EAC, если используется, защищает только биометрические данные). Информация в российском паспорте разрозненна и в основном на русском языке, так что это требует дальнейшего изучения. Промежутки времени между случайными и повторными сообщениями были самыми большими из тех, что мы видели у всех других паспортов, не имея с ними ничего общего; поэтому наша атака против российского паспорта была бы с большой долей вероятности успешной».

### США
В США оформлением паспортов американским гражданам занимается консульский отдел госдепартамента. Но большинство граждан США такие паспорта не получили. Внутри страны обычно паспортом никто не пользуется, достаточно водительского удостоверения. А паспорт для поездок за пределы США у большинства граждан США — обыкновенный, бумажный, не биометрический.
С декабря 2005 года такие документы — с обложкой чёрного цвета — начали выдавать американским дипломатам. С апреля 2006 года — с красной — чиновникам федерального правительства. Для обычных граждан «электронный паспорт» имеет синюю обложку. Обложка «электронного паспорта» изготовлена с применением металла, что должно предотвратить несанкционированное считывание информации, заложенной в чип.

### Израиль

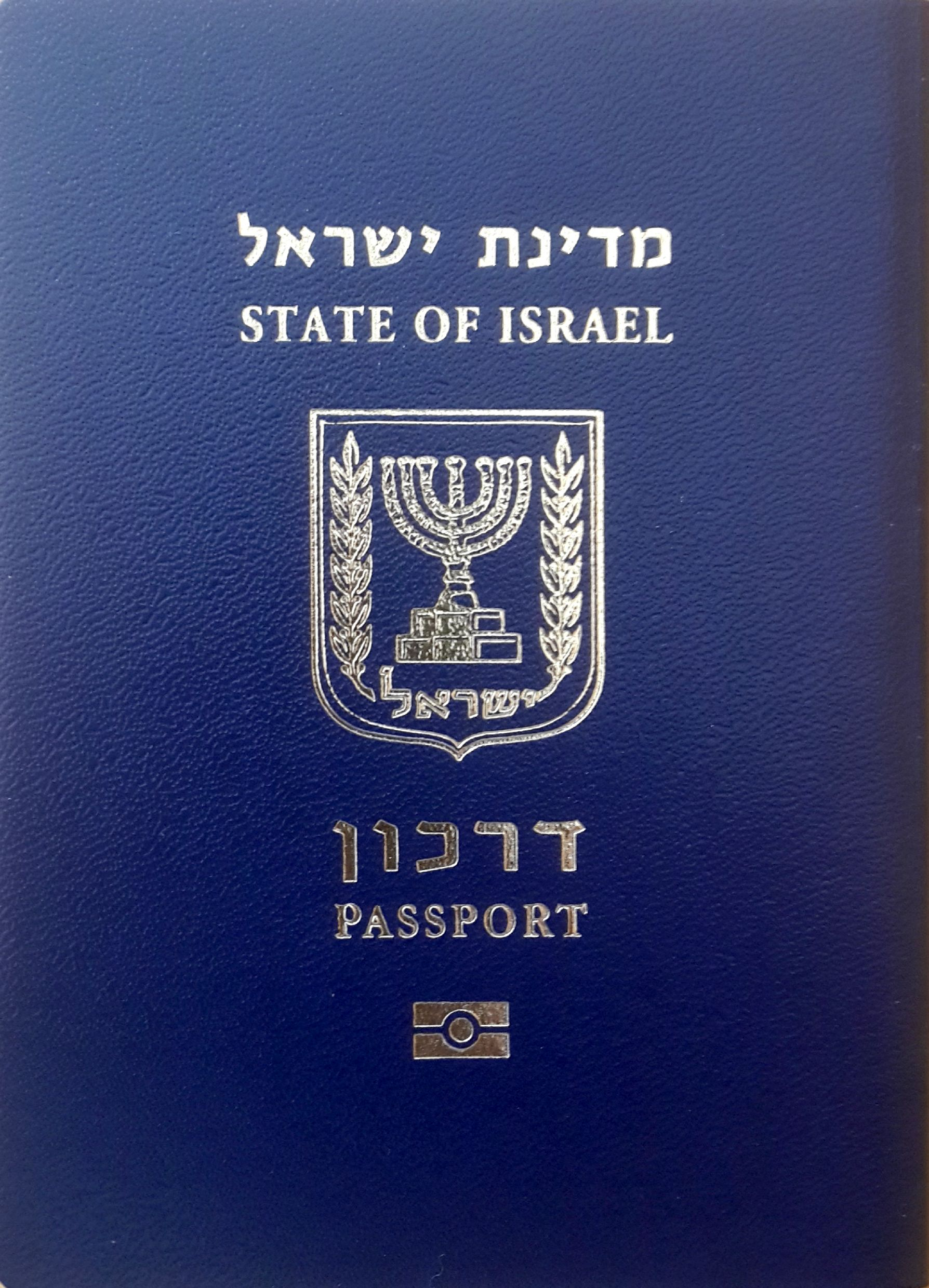
Израильский, общегражданский, биометрический, международный паспорт. Фронтальная обложка, 2014 год

С начала 2013 года МВД Израиля начало выпускать биометрические паспорта. В начале проект запущен в «пилотном» режиме. Граждане Израиля, обладающие действующим заграничным паспортом, срок действия которого превышает 2 года, а также обладатели паспорта с 5-летним сроком годности, которые могут быть продлены ещё на 5 лет, оформляют новый биометрический паспорт бесплатно. В остальном стоимость оформления документа не изменилась.
При оформлении паспорта непосредственно при подаче документов на его оформление заявитель фотографируется на специальную биометрическую фотокамеру, а также оставляет отпечатки указательных пальцев обеих рук. Эти данные заносятся на чип, который вшит в обложку паспорта.
В отличие от паспорта старого образца, страница с фотографией не заламинирована, а покрыта плёнкой с многочисленными голограммами, а также вытисненным на ней номером документа. Подпись владельца паспорта размещается непосредственно под фотографией своего владельца. Паспорт имеет множество степеней защиты: на каждой странице — по два водяных знака, металлическая нить, голограммы и прочее.
С 8 июля 2013 года МВД Израиля ввело получение биометрических теудат-зеутов. Биометрический теудат-зеут со встроенной смарт-картой имеет размер обычной кредитной карточки (85,6 × 53,98 мм), определённый международным стандартом ISO/IEC 7810.

### Туркменистан

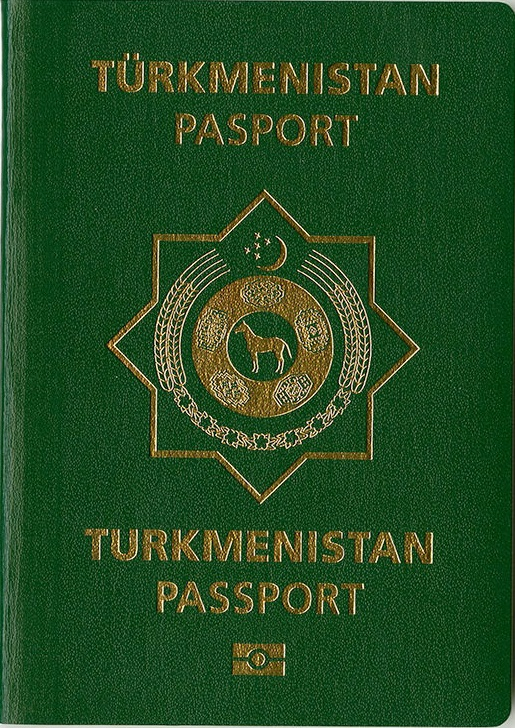
Обложка биометрического паспорта гражданина Туркменистана

Биометрический паспорт гражданина Туркменистана для выезда из Туркменистана и въезда в Туркменистан введен с 10 июля 2008 года, в апреле 2013 года были утверждены новые образцы и описания биометрического паспорта гражданина Туркменистана, с множеством защит и увеличенным объёмом электронного чипа, высококачественно изготовленные. Ранее выданные паспорта гражданина Туркменистана, сохранили свою силу до окончания срока.

### Узбекистан
В Узбекистане 23 июня 2009 года издан Указ Президента «О мерах по дальнейшему совершенствованию паспортной системы в Республике Узбекистан». 29 декабря 2009 года Президент Узбекистана подписал указ об изменении сроков поэтапного обмена у населения действующего паспорта гражданина на биометрический паспорт. В соответствии с этим указом, биометрические паспорта будут вводиться поэтапно, начиная с 1 января 2011 года. В первую очередь они будут выдаваться служащим министерств, ведомств и учреждений республики, физическим лицам, выезжающим за границу или находящимся за пределами страны, а также гражданам, получающим паспорта в связи с достижением определённого возраста либо по другим основаниям, предусмотренным законом. Остальное население страны должно будет получить новые паспорта в период с 2012 по 2015 год.

### Украина
В 2012 году Украина приняла закон «О едином государственном демографическом реестре…», согласно которому паспорт гражданина Украины будет включать электронный носитель с биометрическими данными владельца.
Постановлением Кабинета Министров Украины от 7 мая 2014 утвержден образец бланка, техническое описание и порядок оформления паспорта гражданина Украины для выезда за рубеж. Первые загранпаспорта были выданы в январе 2015 года.
Биометрический загранпаспорт Украины изготавливается в форме книжечки размером 88 × 125 мм. Бланк состоит из мягкой обложки, форзаца, страницы данных и 32 бумажных страниц. В правую часть обложки встроен чип. Страница данных изготовлена из поликарбоната и размещается после левой части форзаца. Обложка выполнена из износостойкого переплетного материала темно-синего цвета.
Оформлением биометрических паспортов занимается ГМС Украины. Список документов для получения биометрического загранпаспорта и сроки оформления можно уточнить на официальном сайте ГМС.
Минимальная стоимость оформления (до 20 дней) биометрического паспорта с 1 июля 2019 года составляет 682 грн. Стоимость оформления (до 20 дней) ID-карты с 1 января 2022 года составляет 372 грн.

### Финляндия
В Финляндии новые паспорта будут выдавать сроком на пять лет. Финское МВД решило поместить в чип паспорта только цифровую фотографию владельца. Вопрос о введении ещё одного обязательного параметра — отпечатков пальцев — изучается с технической точки зрения.
За новый биометрический паспорт каждому гражданину Финляндии придётся заплатить 46 евро. Оформление обыкновенного паспорта обходится немного дешевле — в 40 евро.

### Эстония

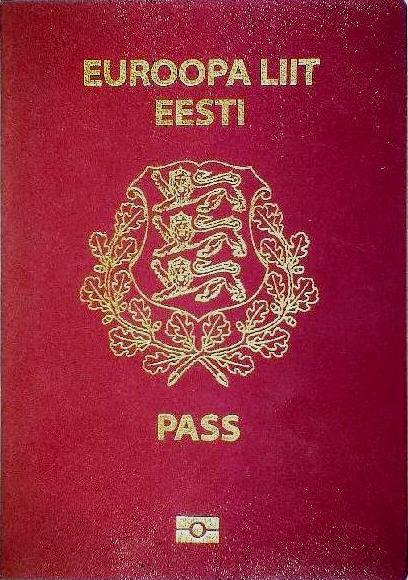
Обложка эстонского биометрического паспорта

С 2007 года в Эстонии выдают только биометрические паспорта. С 2009 года в чип документа записывается помимо анкетных данных (имя и фамилия, дата рождения, гражданство) и биометрические данные (фотография лица, а также изображения отпечатков с указательных пальцев рук). Если взять отпечаток с указательного пальца не представляется возможным, то отпечаток берётся со следующего пальца (за исключением мизинцев). Внедрение биометрических паспортов в Эстонии является условием для установления безвизового режима с США. Также является выполнением постановления Совета Европейского союза от 13 декабря 2004 г. № 2252/2004/EС, согласно которому в проездных документах, наряду с биометрией лица, должна применяться и биометрия отпечатков пальцев. Для всех государств — членов ЕС введение в действие постановления является обязательным. Срок исполнения — июнь 2009. Временно — по состоянию здоровья ходатайствующего — может быть выдан документ без отпечатков пальцев, сроком действия до 12 месяцев.
Госпошлина за оформление паспорта внутри страны составляет 70 евро, в представительствах за её пределами — 90 евро.

### ЕС
Совет министров ЕС по совместным делам и внешним отношениям утвердил обновлённые правила оформления биометрических паспортов в странах Евросоюза и стандарты безопасности этих и других документов, которые европейцы используют для путешествий.

Это решение было принято после согласования с Европарламентом и ставит целью повысить безопасность документов, установить более эффективную связь между документом и его владельцем и, таким образом, повысить защиту от подделок или мошенничества с использованием чужих паспортов. Как говорится в итоговой декларации Совета ЕС, новые правила 

разрешат гармонизировать исключение из совместного обязательства предоставлять отпечатки пальцев для оформления документов для путешествий, поскольку такое мероприятие является очень важным для установления стандартов безопасности и с учётом необходимости упрощения пограничного контроля

Обязательство предоставлять отпечатки пальцев при оформлении паспортов не будет распространяться только на детей до 12 лет.
Принятые регуляторные правила предусматривают также принцип «одно лицо-один паспорт», как дополнительное мероприятие безопасности. В первую очередь, это касается путешествующих детей. Это применяется в соответствии с рекомендациями Международной организации гражданской авиации (International Civil Aviation Organisation).
Введённые регуляторные нормы совершенствуют совместные правила по безопасности паспортов ЕС и других документов для путешествия, которые были установлены ещё в 2004 году.

## Подделки
Международные ассоциации утверждали, что его невозможно подделать, однако в 2008 году голландский учёный Йерун ван Бек (Jeroen van Beek) из Амстердамского университета сумел подделать биометрический паспорт. Во время эксперимента голландец взял два чипа реально существующих британских паспортов и создал их точные копии.
После этого он изменил данные на копиях чипов, вставив в паспорта фотографии Усамы бен Ладена и палестинской террористки-смертницы Хибы Дарагме (Hiba Darghmeh). Программа, рекомендованная для проверки паспортов в международных аэропортах, признала подделанные паспорта настоящими.
По заказу британской газеты «The Times» ван Бек разработал метод чтения и копирования микрочипов, а также изменения содержащихся на них данных. Причём полученные чипы признаёт настоящими программа Golden Reader, используемая Международной организацией гражданской авиации для проверки паспортов в аэропортах. Ван Бек основывался на исследованиях, проведённых в Великобритании, Германии и Новой Зеландии.
После разработки метода голландцу потребовалось меньше часа на изготовление двух поддельных микрочипов, готовых к тому, чтобы имплантировать их в бумажную часть паспорта. Денежные затраты также были невелики: ван Беку потребовались два чипа, стоимость которых составляет 20 долларов, и устройство для чтения информации за 80 долларов.
Исследования были призваны показать несовершенство новых паспортов. По заявлению «The Times», личности Усамы бен Ладена и Хибы Дарагме были выбраны специально, чтобы ни у кого не возникло сомнения, что полученные микрочипы поддельные.
Особенный интерес вызывает то, что в настоящий момент в Британии украли 3000 паспортов, готовых к тому, чтобы в них вставили чип. Тогда Министерство внутренних дел Великобритании заявило, что украденными паспортами воспользоваться не удастся, так как подделать микрочип фактически невозможно. Однако исследования ван Бека показывают, что это не вызовет особых сложностей.
Уязвимость системы заключается в отсутствии единой директории открытых ключей стран, выпускающих биометрические паспорта. В отсутствие надёжного источника открытых ключей, программы, работающие с биопаспортами, проверяют действительность электронной подписи данных, хранящихся в чипе, используя открытый ключ, также записанный в чип паспорта. Понятно, что злоумышленник после модификации данных в чипе может переподписать их, используя собственный закрытый ключ, и записать свой же открытый ключ в чип. Программа не имеет возможности уличить его — подпись корректна, а факт использования подменного открытого ключа остаётся необнаруженным из-за отсутствия эталона.